# Wampeler
Les Wampeler (de l'allemand Wampe, « gros ventre » ou « ventru »), aussi Axamer Wampelerreiten, sont des personnages du carnaval d'Axams, une commune du Tyrol, en Autriche. Le carnaval se déroule le jeudi fou (unsinniger Donnerstag) et marque la fin de la saison du carnaval à Axams. 

## Description
Le personnage du Wampeler est un homme vêtu d'un pull blanc en lin fortement rembourré de foin et d'une courte jupette rouge et est muni d'un bâton. Les Wampeler se déplacent voûtés et en groupe et adoptent une démarche de crabe ou en longeant un mur. Ils font plusieurs fois le tour du village en essayant de ne pas se faire surprendre par les autres carnavaliers, vêtus de vert, et par certains spectateurs qui tentent de les plaquer à terre. Les Wampeler ne peuvent être attaqués que par derrière, c'est pourquoi ils se déplacent groupés ou s'adossent contre un mur. De plus, si l'attaquant ne parvient pas à mettre le Wampeler en une seule prise, il doit stopper son attaque. Si un Wampeler se retrouve sur le dos et que son vêtement est sali, son rôle est terminé. Le combat symbolise la victoire du printemps (les hommes en vert) sur l'hiver (les Wampeler vêtus de blanc comme la neige).
En plus des Wampeler, d'autres personnages typiques des carnavals tyroliens sont également présents lors du carnaval.

## Reconnaissance
Le carnaval d'Axams est reconnu par l'UNESCO en 2016 comme patrimoine culturel immatériel.

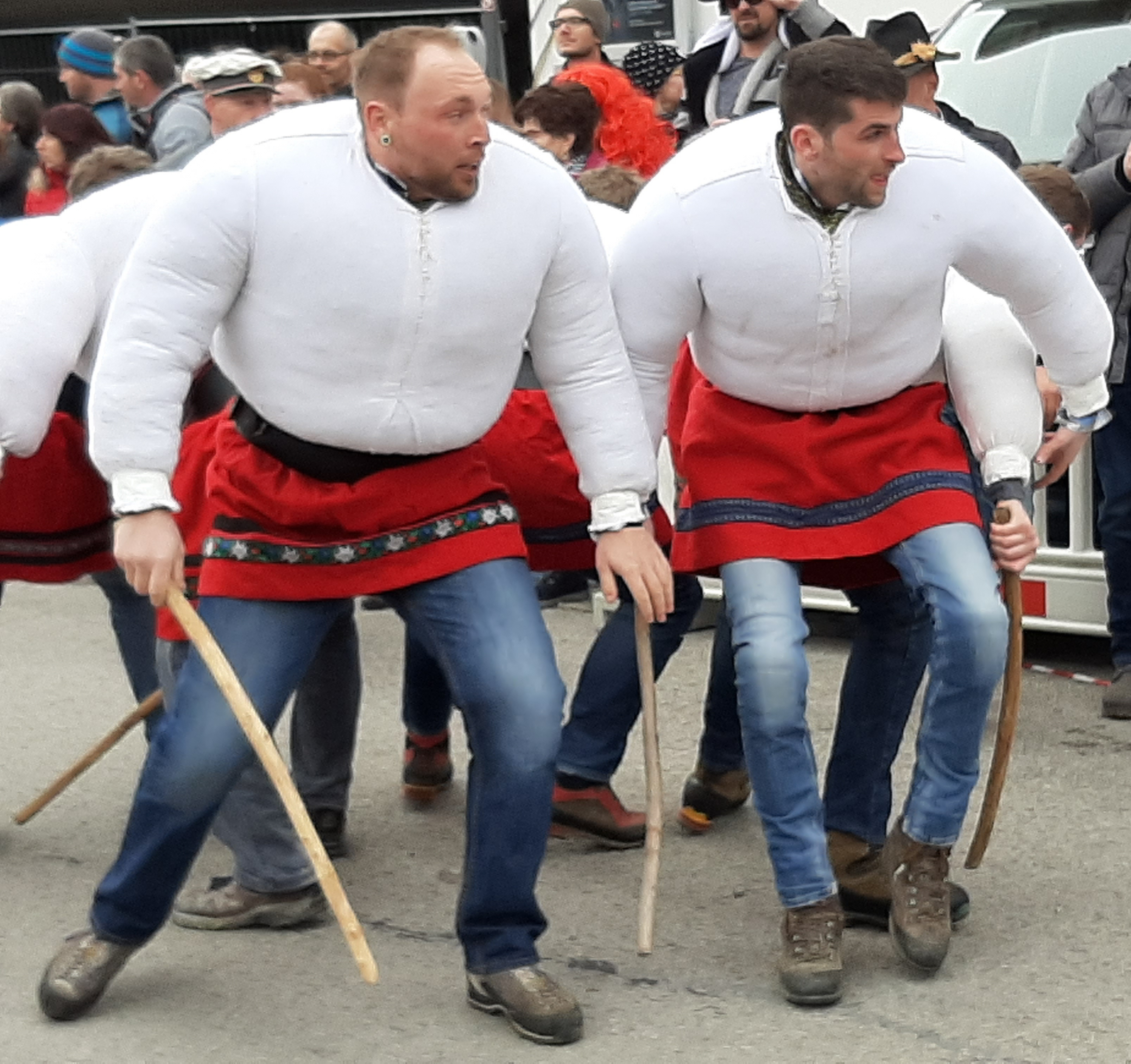
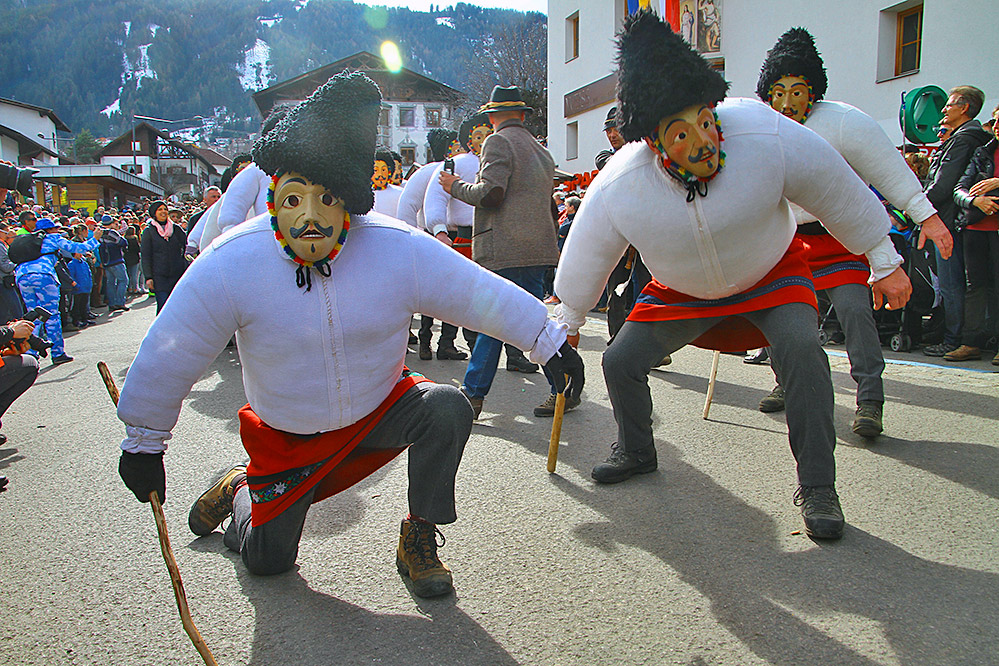